# Arachis pusilla
Arachis pusilla är en ärtväxtart som beskrevs av George Bentham. Arachis pusilla ingår i släktet jordnötter, och familjen ärtväxter. Inga underarter finns listade i Catalogue of Life.